# Gornji Andrijevci
Gornji Andrijevci falu Horvátországban, Bród-Szávamente megyében. Közigazgatásilag Szibinhez tartozik.

## Fekvése
Bródtól 10 km-re nyugatra, Pozsegától légvonalban 23, közúton 28 km-re délkeletre, községközpontjától 2 km-re nyugatra, Szlavónia középső részén, a Dilj-hegység déli nyúlványai és a Szávamenti-síkság találkozásánál, a Bródról Újgradiskára menő út mentén fekszik. Itt halad át az A3-as (Zágráb-Lipovac) autópálya és a Zágráb-Vinkovci vasútvonal is.

## Története
A régészeti leletek tanúsága szerint területe már ősidők óta lakott. Történelem előtti település maradványait találták a „Glatnik” nevű lelőhelyen. Őskori leletek mellett középkori temető maradványai is előkerültek az autópályától északra és délre a „Kućišta” lelőhelyen. Andrijevačko poljén ókori leleteket találtak, a „Gradina” lelőhely pedig középkori erődítmény maradványait rejti.
A középkorban egy 1220-as oklevél említ itt egy lakatlan birtokot („terra Andreae”), mely egy András nevű emberé volt. A település vélhetően ezután népesült be és nevét egykori birtokosáról kapta. A török 1536-ban szállta meg ezt a vidéket, de az eredeti lakosság túlélte a török uralmat is. A török uralom alóli felszabadulás, 1691 után Boszniából menekült horvát katolikusokkal telepítették be, akik határőr szolgálatra voltak kötelezve. Az 1698-as kamarai összeírásban „Andrevczy” néven már hajdútelepülésként (pagus haidonicalis) szerepel a szlavóniai települések között. Az 1730-as és az 1746-os egyházi vizitáció jelentésében a zagradei plébánia részeként szerepel. 1760-ban 36 házában, 43 családban 205 katolikus lakosa volt. A katonai közigazgatás megszervezése után a bródi határőrezredhez tartozott.
Az első katonai felmérés térképén „Andrievcze” néven található. Lipszky János 1808-ban Budán kiadott repertóriumában „Gornyi Andrievcze” néven szerepel. Nagy Lajos 1829-ben kiadott művében „Andrievcze (Gorne)” néven 78 házzal, 395 katolikus vallású lakossal találjuk. A katonai közigazgatás megszüntetése után 1871-ben Pozsega vármegyéhez csatolták. 1873-ban megalapították Sibinj községet. A 19. század végén Likából és a horvát Hegyvidékről újabb katolikus családok települtek be, Galíciából pedig ruszin családok érkeztek. Római katolikus temploma 1902-ben épült.

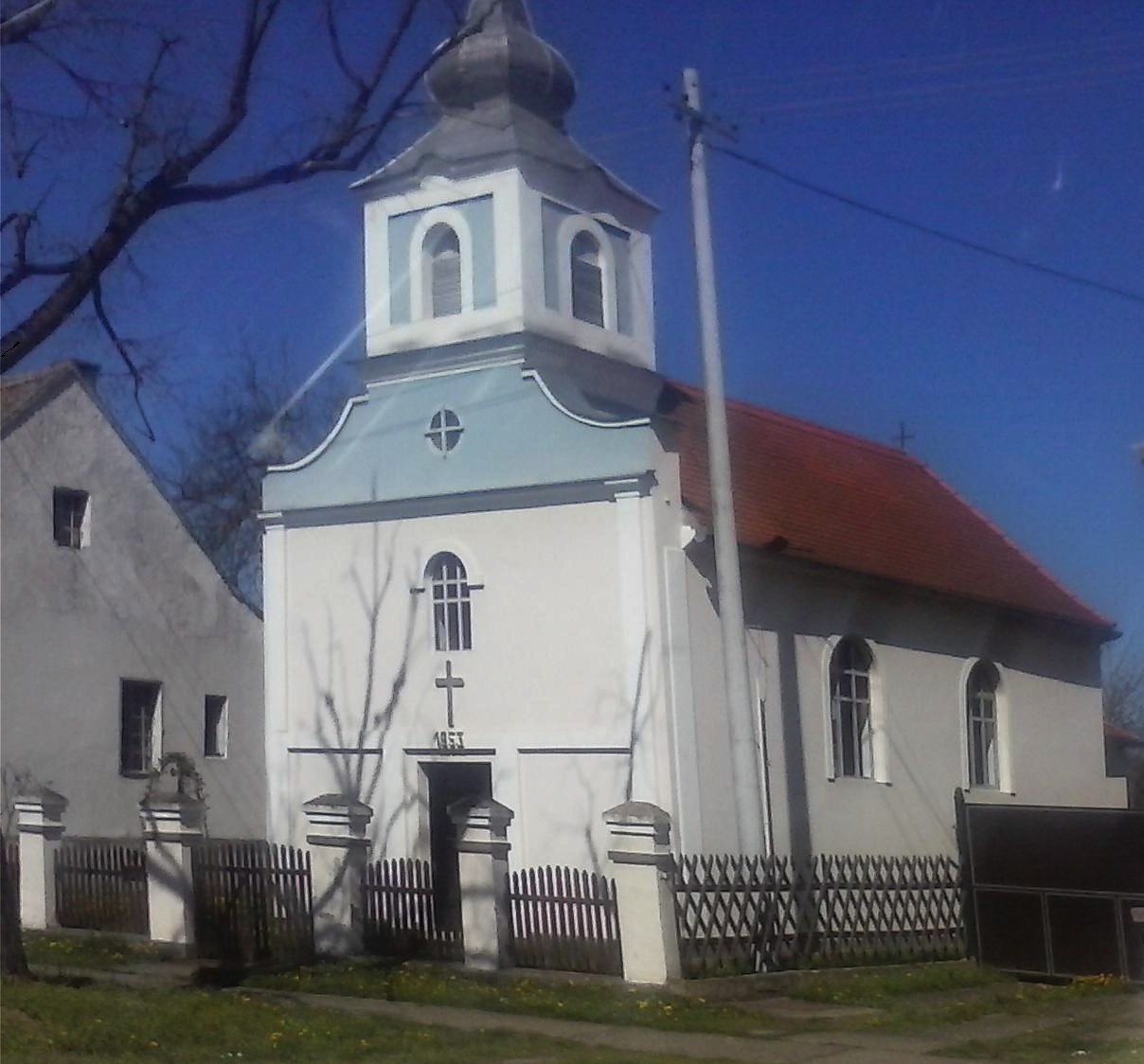
A görögkatolikus templom.

A településnek 1857-ben 327, 1910-ben 478 lakosa volt. Az 1910-es népszámlálás szerint lakosságának 80%-a horvát, 13%-a ruszin anyanyelvű volt. Pozsega vármegye Bródi járásának része volt. Az első világháború után 1918-ban az új szerb-horvát-szlovén állam, majd később (1929-ben) Jugoszlávia része lett. A település 1991-től a független Horvátországhoz tartozik. 1991-ben lakosságának 94%-a horvát, 3%-a szerb nemzetiségű volt. 2011-ben a településnek 467 lakosa volt.

## Lakossága
| Lakosság változása | Lakosság változása | Lakosság változása | Lakosság változása | Lakosság változása | Lakosság változása | Lakosság változása | Lakosság változása | Lakosság változása | Lakosság változása | Lakosság változása | Lakosság változása | Lakosság változása | Lakosság változása | Lakosság változása | Lakosság változása |
| ------------------ | ------------------ | ------------------ | ------------------ | ------------------ | ------------------ | ------------------ | ------------------ | ------------------ | ------------------ | ------------------ | ------------------ | ------------------ | ------------------ | ------------------ | ------------------ |
| 1857               | 1869               | 1880               | 1890               | 1900               | 1910               | 1921               | 1931               | 1948               | 1953               | 1961               | 1971               | 1981               | 1991               | 2001               | 2011               |
| 327                | 336                | 307                | 392                | 417                | 478                | 461                | 500                | 573                | 596                | 749                | 675                | 569                | 578                | 521                | 467                |

## Gazdaság
A lakosság többsége a közeli Bród, illetve a távolabbi Pozsega városába jár dolgozni, szabadidejükben pedig hagyományosan mezőgazdasággal, állattartással foglalkoznak.

## Nevezetességei
- Sarlós Boldogasszony tiszteletére szentelt római katolikus templomát 1902-ben építették.
- A Nagyboldogasszonynak szentelt görögkatolikus temploma.

## Kultúra
A település kulturális és művészeti egyesületét KUD „Slavonija” néven 1984-ben alapították. Célja a település hagyományainak őrzése a népszokások, népdalok, néptáncok felelevenítése és előadása által. Történetük során már számos hazai és külföldi fesztiválon felléptek. „Kukuruzijada” néven folklóresteket szerveznek. Az egyesületnek ma mintegy 60 tagja van, akik két szekcióban, folklór és tamburacsoporttal működnek.

## Oktatás
A településen a szibini „Ivan Mažuranić” elemi iskola alsó tagozatos területi iskolája működik.

## Sport
NK „ASK” Gornji Andrijevci labdarúgóklub.